# Oenanthe filipendula
Oenanthe filipendula är en flockblommig växtart som beskrevs av Barthélemy Charles Joseph Dumortier. Oenanthe filipendula ingår i släktet stäkror, och familjen flockblommiga växter. Inga underarter finns listade i Catalogue of Life.